# Eupithecia libanotidata
Eupithecia libanotidata là một loài bướm đêm trong họ Geometridae.